# Hida-Gebirge

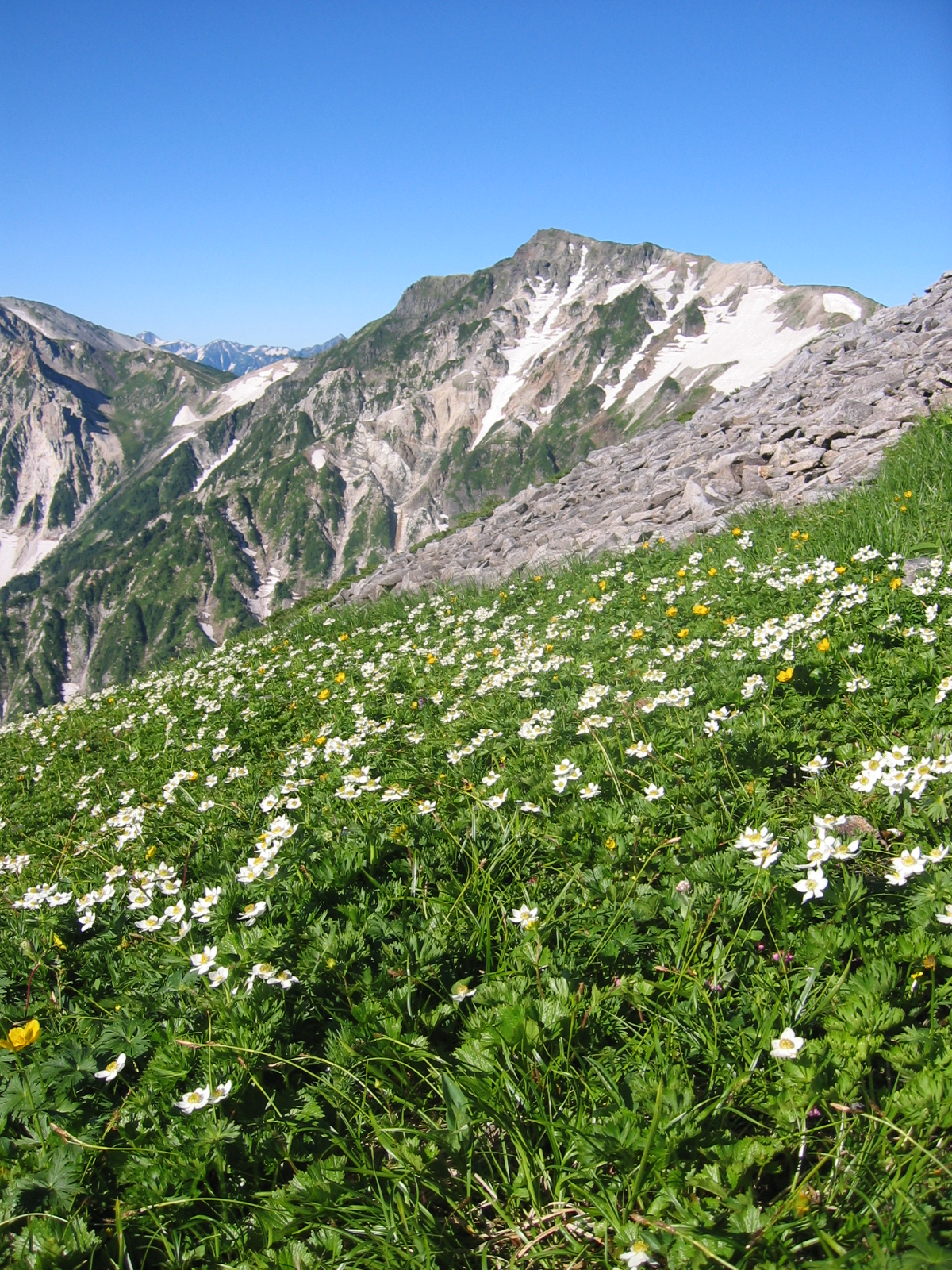
Shirouma-dake

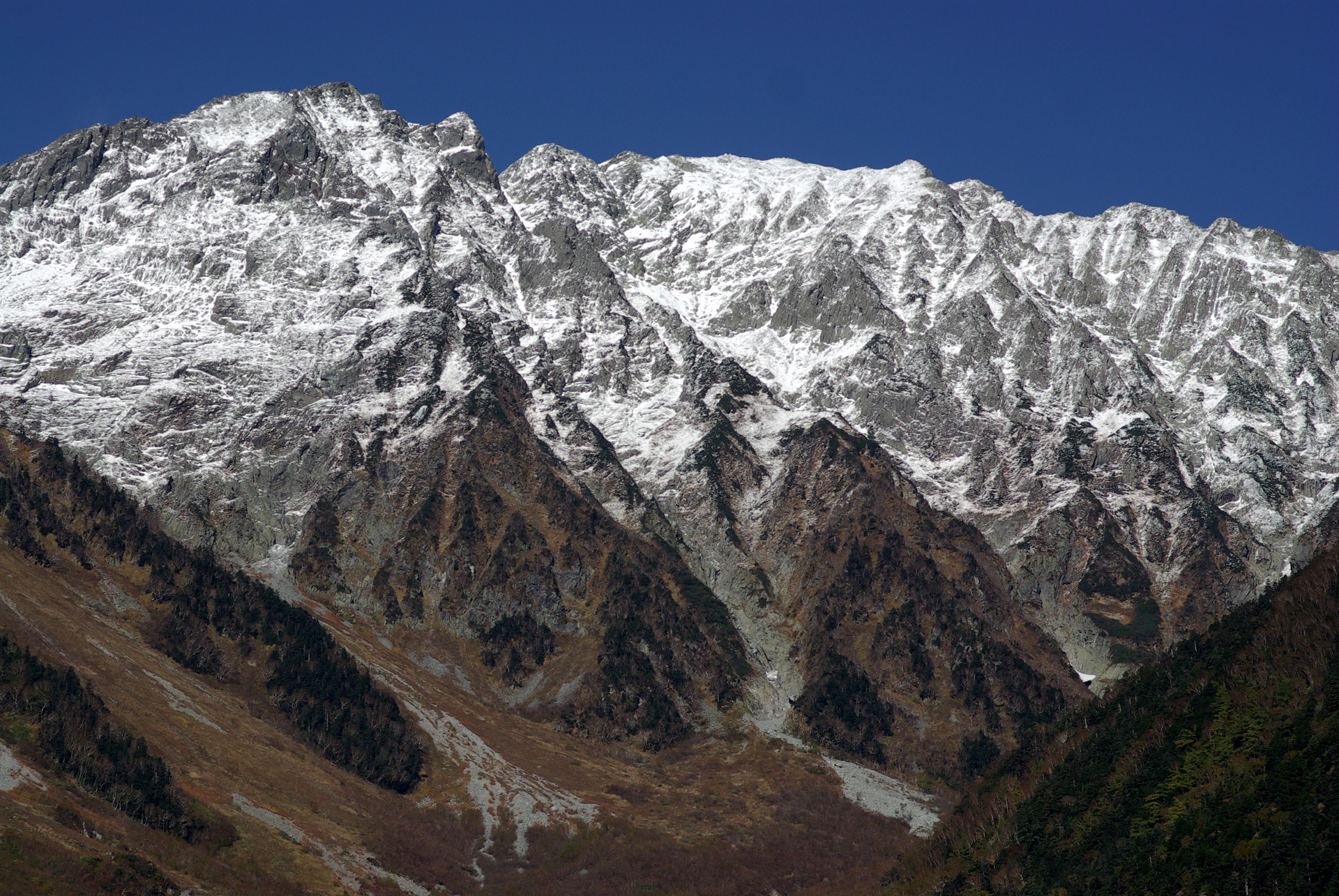
Okuhotaka-dake, von Kamikochi

Das Hida-Gebirge (jap. 飛騨山脈, Hida-sanmyaku) auch japanische „Nordalpen“ (北アルプス, Kita Arupusu für engl. Alps) genannt, ist ein Gebirgszug in Japan, der sich über die Präfekturen Nagano, Toyama und Gifu erstreckt. Zusammen mit dem Kiso-Gebirge (Zentralalpen) und dem Akaishi-Gebirge (Südalpen) bildet es die Japanischen Alpen. Über das Gebirge erstreckt sich der Chūbu-Sangaku-Nationalpark.

## Wichtige Berge
- Hotaka-dake (3190 m)
- Shirouma-dake (2932 m)
- Yarigatake (3180 m)
- Nogushigōro-dake (2924 m)
- Kashimayari-ga-take (2889 m)
- Norikura-dake (3026 m)

Teilweise wird auch der Ontake-san (3067 m) dazugezählt.